# Dialectul gheg

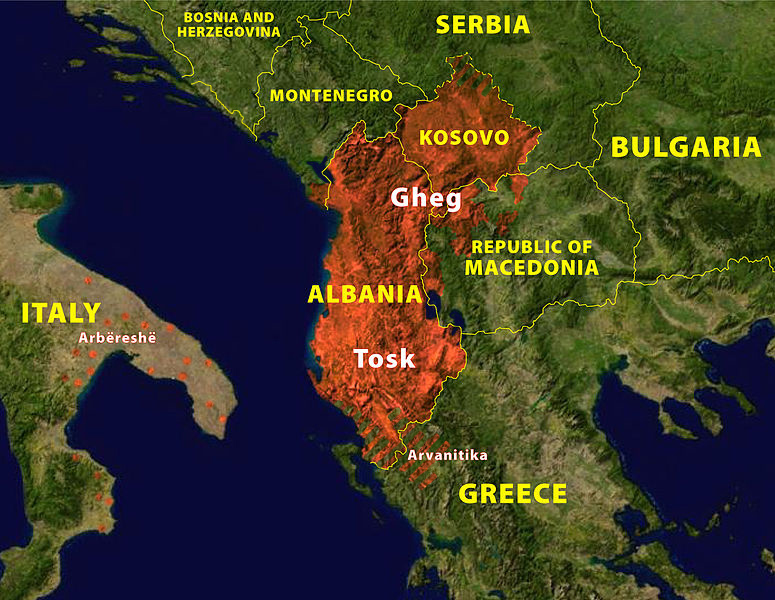
Dialectele limbii albaneze

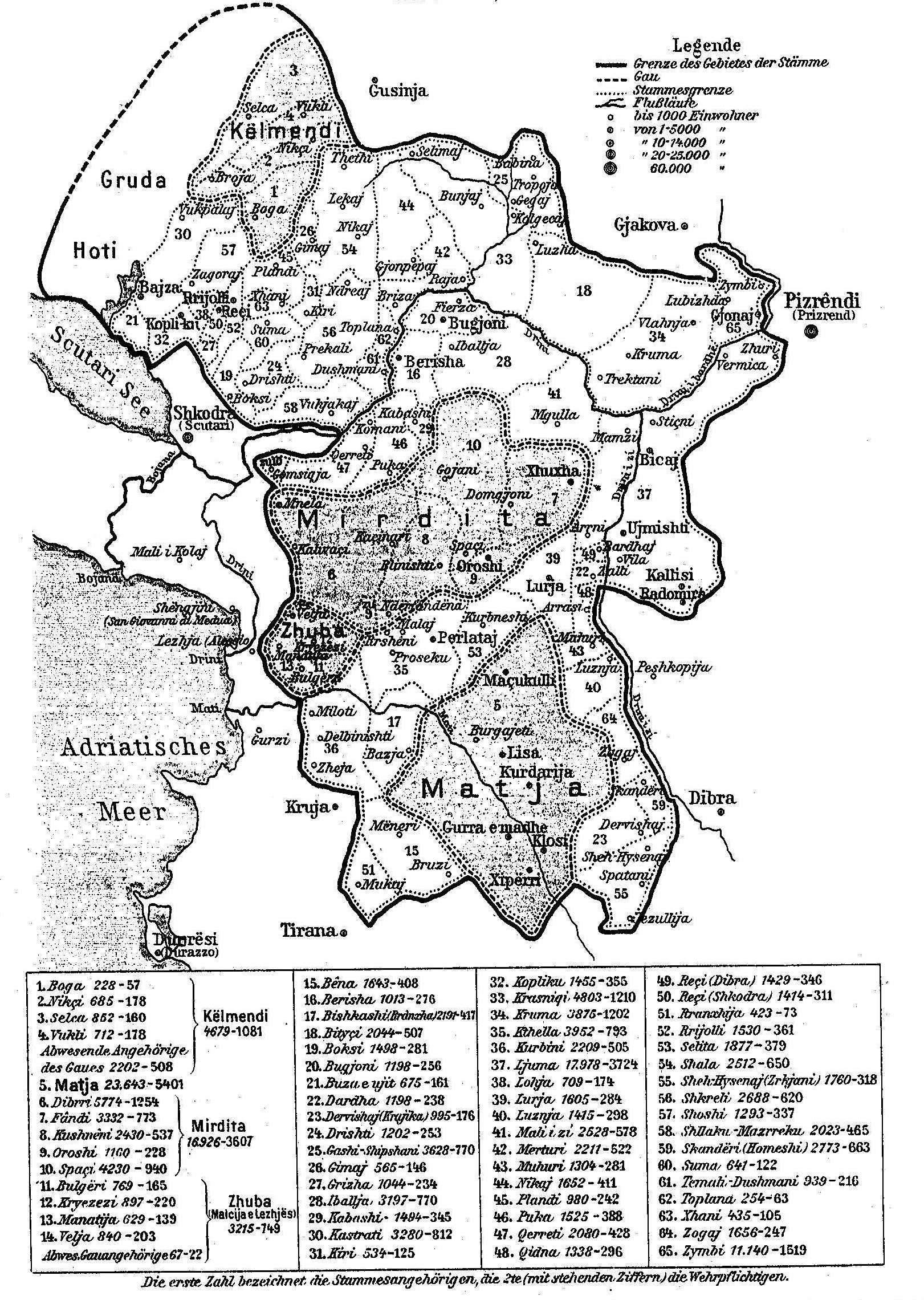
Triburile din nord-estul Abaniei

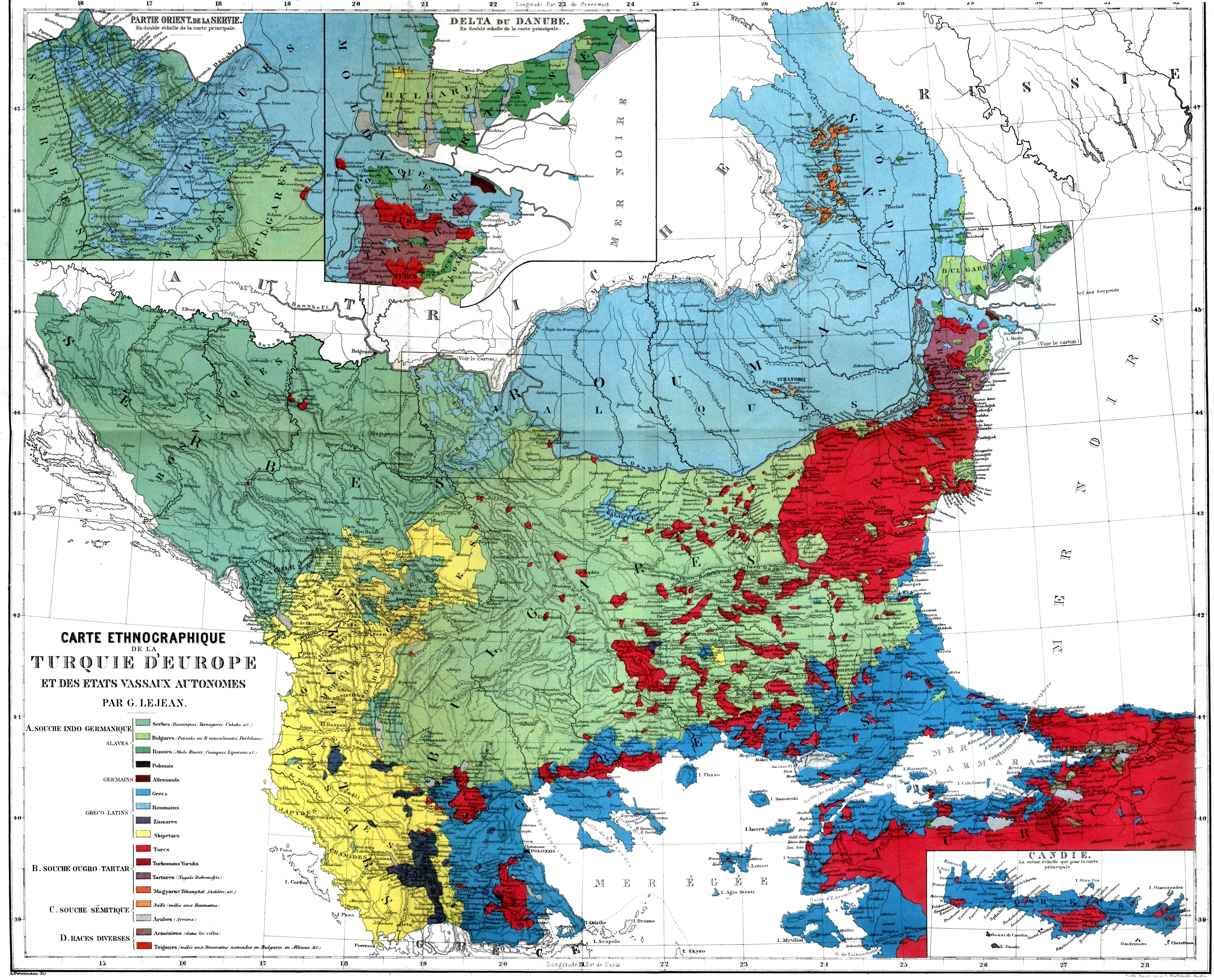
Harta etnică a Peninsulei Balcanice din 1861, cu reprezentarea arealelor dialecticale Gheg și Tosk, precum și a râului Shkumbin și a principalelor triburi/seminții albaneze

Arborele lingvistic albanez

Gheg este unul din cele două principale dialecte ale limbii albaneze.
Gheg e vorbit în nordul Albaniei și de către albanezii din fosta Iugoslavie: Serbia (localitățile Preševo, Medvejia și Bujanovac, dar mai ales în regiunea autonomă Kosovo unde este vorbită de către 90% din locuitori), cei din Macedonia (nord-vest) și cei din Muntenegru (sud). 
Limita geografică dintre dialectul gheg și cel tosk (celălalt dialect principal al limbii albaneze), este râul Shkumbin din centrul Albaniei (care străbate și orașul Elbasan). Din această cauză, nordul Albaniei este numit în limbajul colocvial albanez "Gegëria".
Vorbitorii dialectului gheg sunt predominant musulmani, existând însă și importante comunități creștine romano-catolice (majoritari în regiunea Mirditia din nordul Albaniei). Importante minorități catolice trăiesc și în Kosovo sau de-a lungul coastei Adriatice.
Limba literară albaneză a fost alcătuită predominant pe baza dialectului tosk, fiind însă preluate și elemente din dialectul gheg.